# Simone White
Simone White född 7 februari 1970 på Hawaii, USA, är en amerikansk singer-songwriter.
White blev känd genom att hennes sång The Beep Beep Song från albumet I Am the Man användes i en reklamfilm för Audi R8. Reklamfilmen visades i Storbritannien, Frankrike, Italien, Nederländerna, Polen, Estland, Lettland, Litauen, Sydafrika, Sverige och på amerikanska Super Bowl.

## Biografi
Simone White var i hela sin uppväxt omgiven av musik. Hennes mamma var en folksångerska som dock slutat uppträda men som alltid sjöng i hemmet. Hennes gitarrspelande kommer dock inte från barndomen utan detta var något White började med i 20-årsåldern under hennes tid i Seattle. På den tiden skrev White mest a cappellamusik men valde att börja spela gitarr för att kunna klara sig mer på egen hand. Efter att sysselsatt sig med bl.a. fotografering, skrivande och skådespelande flyttade hon till New York år 2000 och började då satsa helt på musikkarriären.

## Diskografi

### Album
- I Am The Man, 2007